# 石聖爺廟
24°38′19″N 121°45′48″E / 24.638702°N 121.763422°E
石聖爺廟，是位於臺灣宜蘭縣冬山鄉八寶村的石頭公廟，其七夕時的掛貫習俗受宜蘭縣政府所推廣。

## 沿革

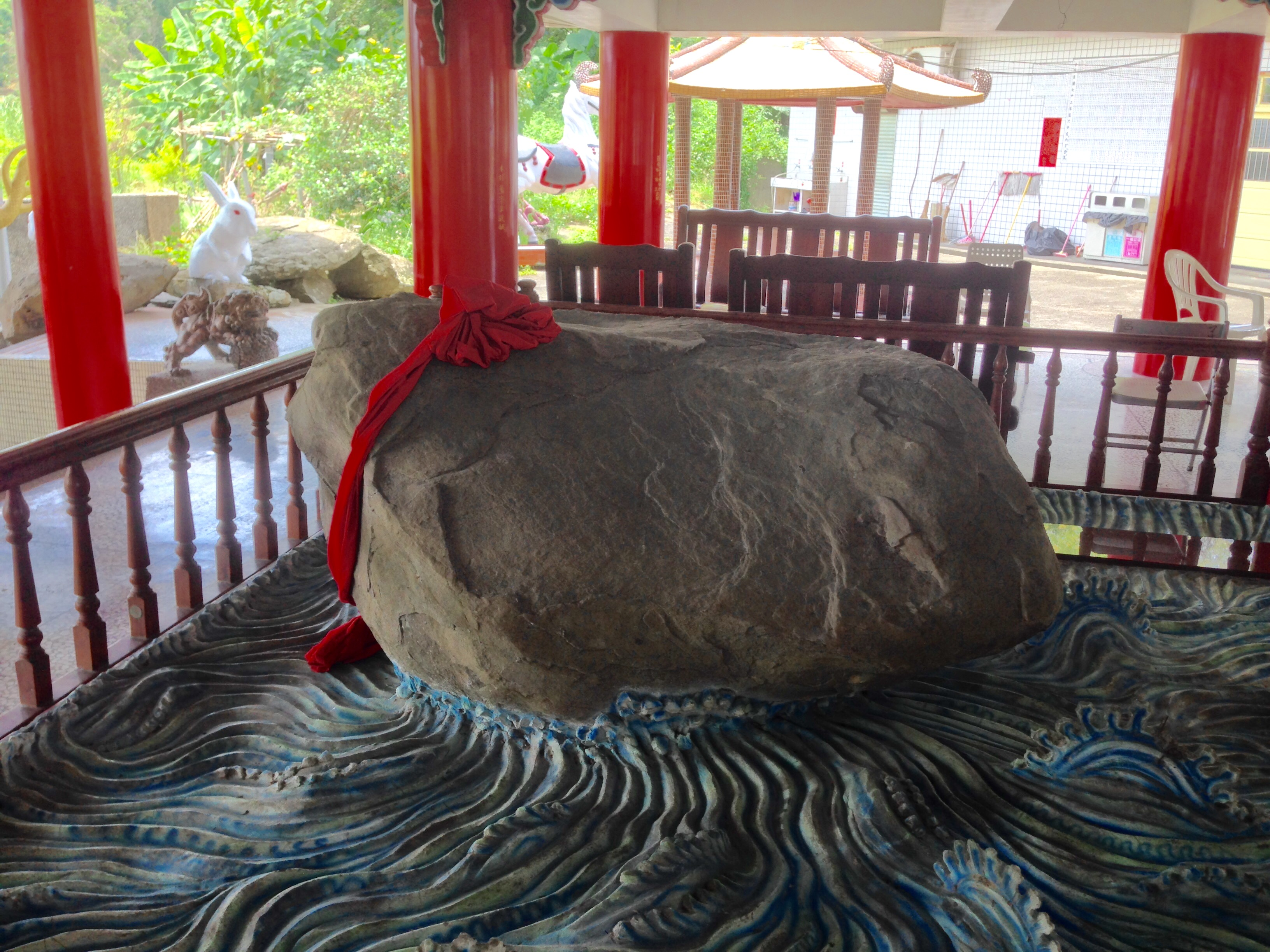
石頭公

八寶村的石頭公信仰可上推1820年代之前，為八寶、丸山地區漢人拓墾之初。1899年，始設有管理人，第一代管理者為1933年管理員張阿番的父親。1912年前後，搭建小祠。台灣日治時期，曾景來述及信徒雖說想蓋立大廟，但擲筶因都出現否定的答案，所以未建。1971年前後改建，並將散置在廟四周的十多粒大石，設計成為外圍的公園景觀。
1987年成立管理委員會。1990年代，彰化縣的員林至賢宮乩童表示金母娘娘想要來宜蘭尋找石頭公，待至員山鄉後，才從當地居民得知冬山鄉八寶村才有石頭公廟。至賢宮乩童說金母娘娘降旨要為石聖公蓋大廟，也得到石聖公表示准許的擲筶。因此1993年，增建二樓神殿，形成大廟罩小廟的模樣。2007年，新當選的主任委員為已連任多次的李萬居。

## 祭祀
以七月初七為祭祀。1938年曾景來的《台灣宗教と迷信陋習》紀錄當地人表示石聖公在當地比神佛更受崇拜，在清朝還有官廳經常以壯觀的隊伍前來參拜。1910年代調查記錄，信眾約有兩、三萬人，多數屬於台灣北部的閩南裔，也有客家裔。《台灣宗教と迷信陋習》還記載附近約30戶住家會互相傳遞香牌以負責燒香、早晚在約400坪的廟境內打掃。
陪祀有趙公明，廟祝游旺欉表示不知該神像何時就被擺放在石頭上。1990年代蓋廟後，也供奉金母娘娘。2008年8月的蘭陽博物館《蘭陽博物》報導祭祀範圍為八寶村7、8鄰，約41戶。

## 掛貫
此廟有掛貫的傳統習俗，是父母會將小孩送給石頭公做義子。傳統會從石頭公取得石塊，將其磨平、打洞穿紅繩後，掛在兒童頸上以求平安，後來廟方改以鑄造正背面分別刻有「石聖王爺公」與「保佑平安」字樣的銅幣作配戴。游錫堃小時候也是此廟的義子。
民眾多選擇在農曆七夕前後祈求，尤其在七夕人潮達到高峰。最早只有男孩才能祈求，後女童也可以。掛貫分為求貫、換貫、脫貫。求貫：首次到石頭公前求取銅幣，送上祭品，禱念後再求杯，廟方再將穿銅錢的紅線掛到小孩頸上；換貫：每年到石頭公前換紅線，由廟方換成新貫，持有人再拿貫繞香爐三圈；脫貫：孩童十六歲後，在石頭公前送上紅龜糕和米糕作祭品，鑽過神轎下，廟方將拜過的貫還給持有人作紀念，宣布持有人成年。
縣議員楊政誠積極推動此七夕習俗。劉守成擔任宜蘭縣縣長時將此活動於2004年先試辦，次年起由宜蘭縣文化局主辦，並且比照頭城搶孤成為大型的民俗活動，名為「兒童守護節」。
此習俗以「冬山八寶掛貫」登錄為宜蘭縣無形文化資產之一。2015年報導時，廟方估計一年求貫人數約三萬人。

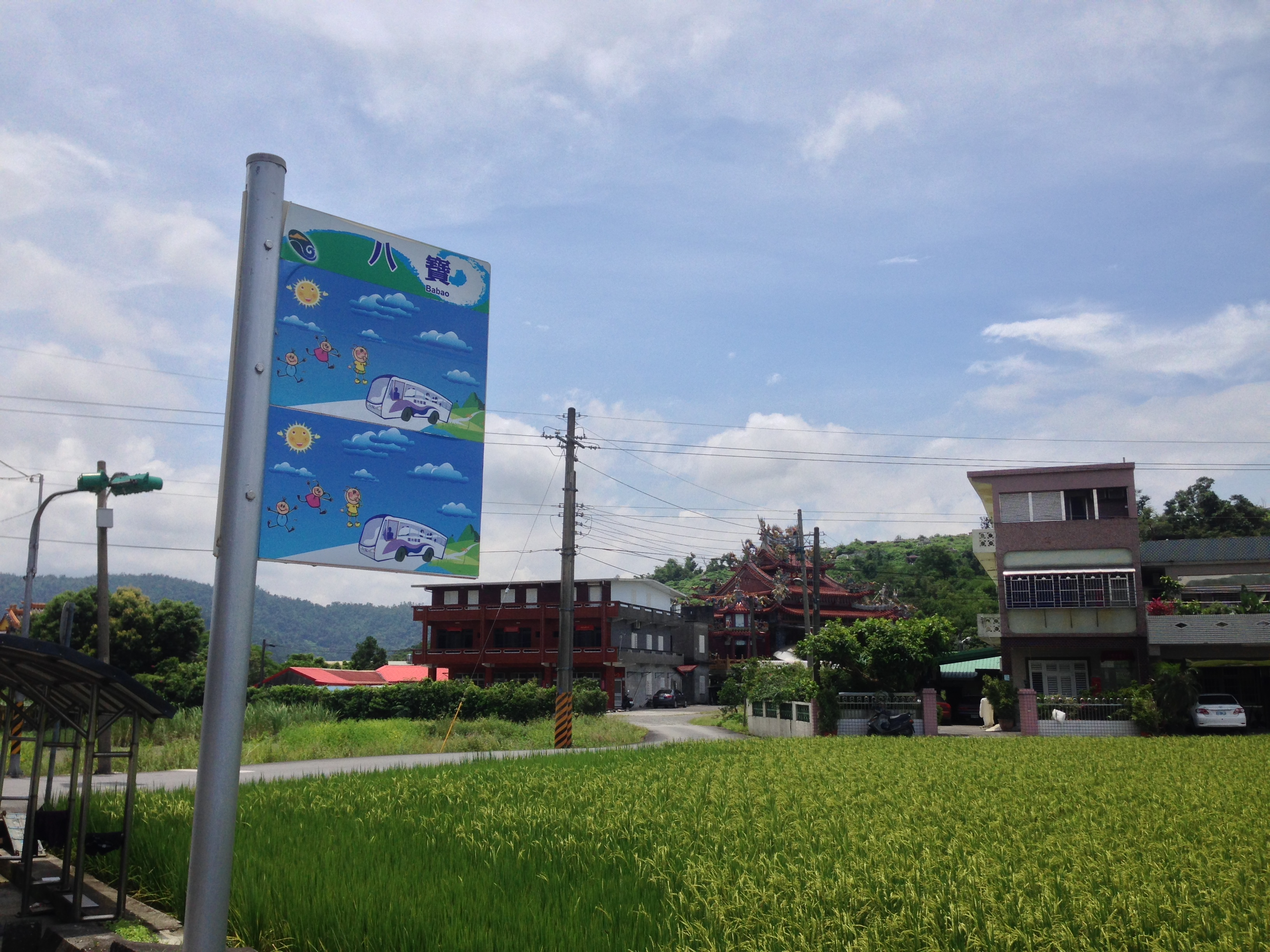
八寶村公車站牌與石聖爺廟
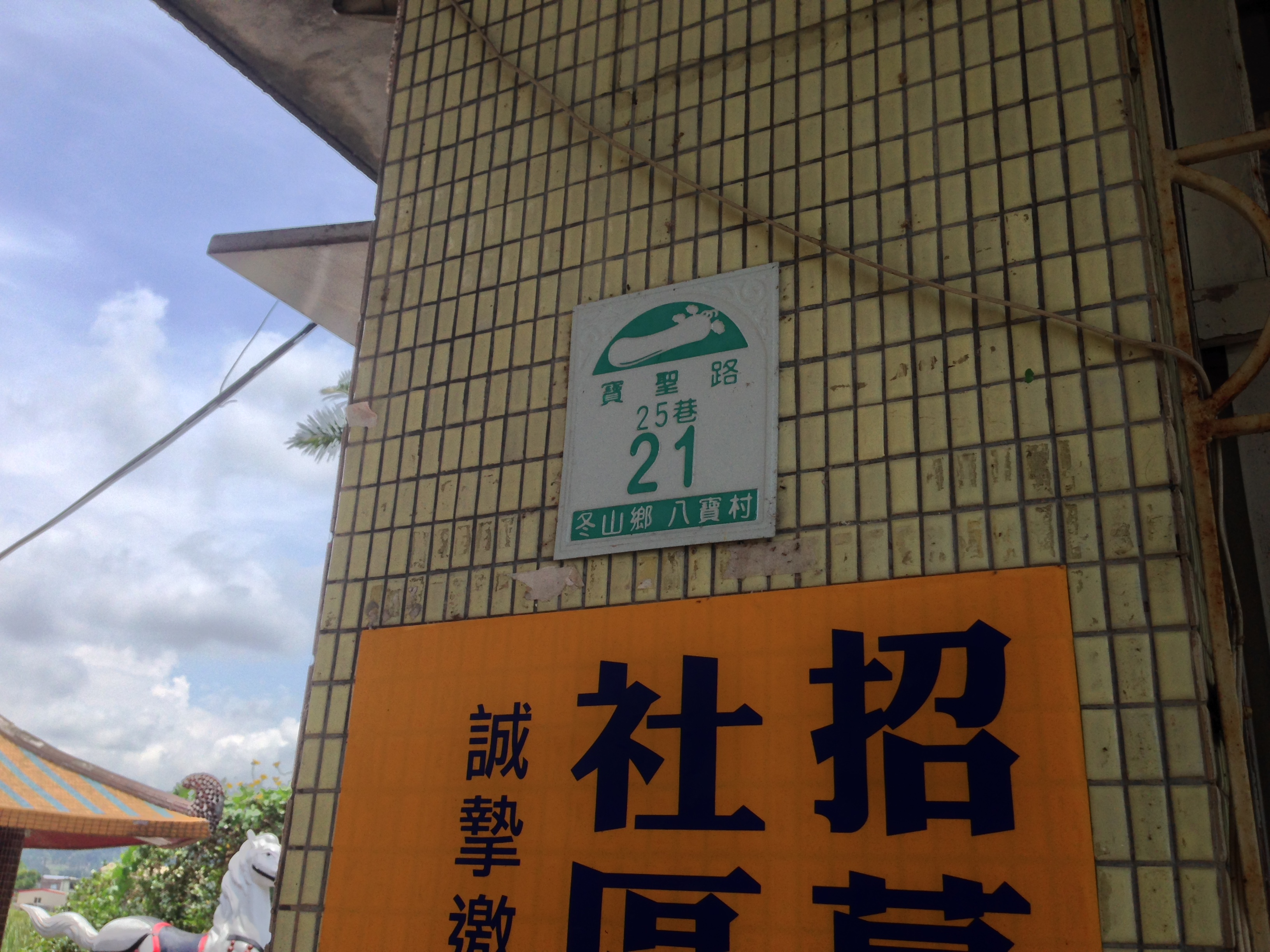
門牌為八寶村寶聖路25巷21號。
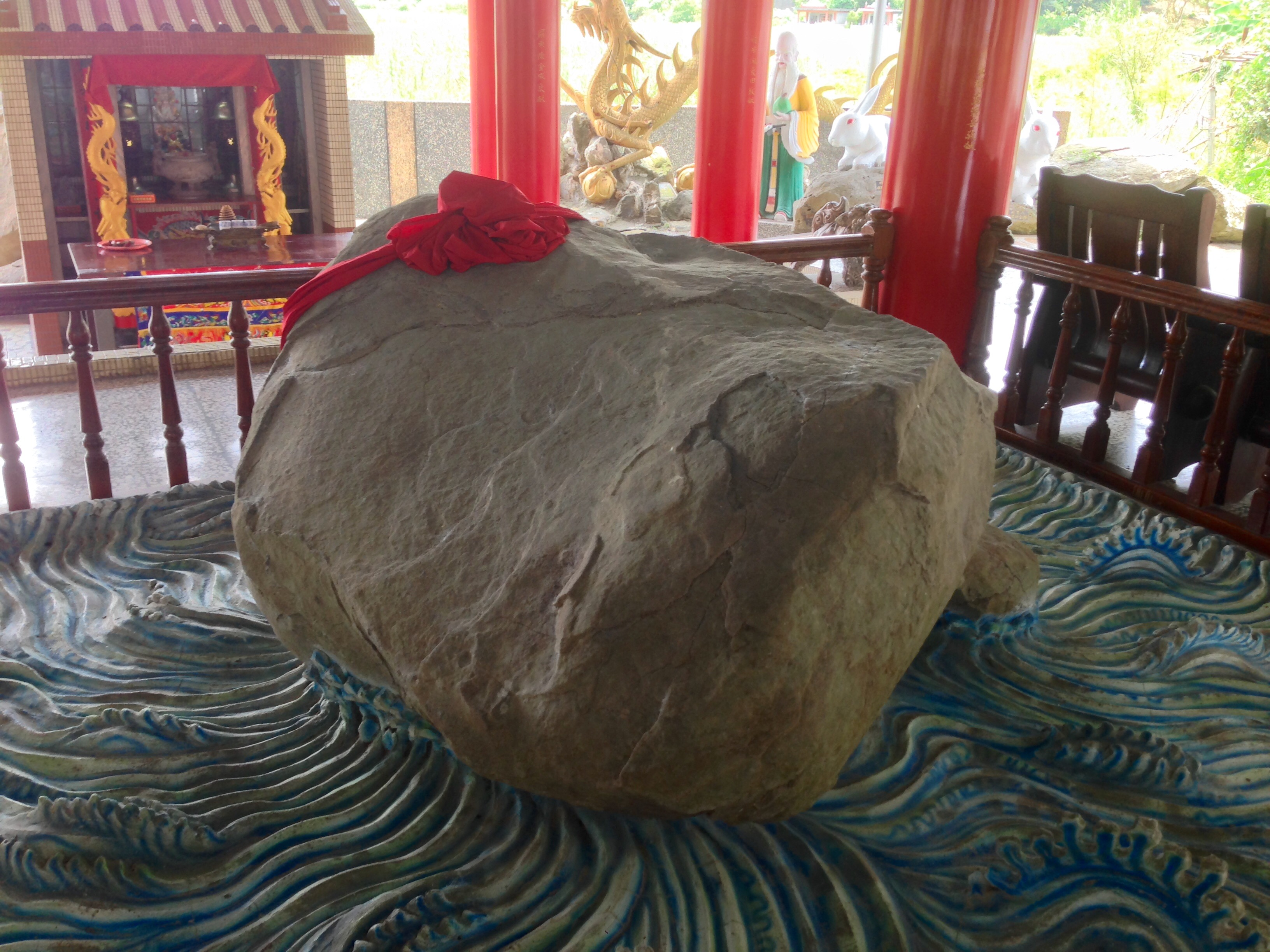
小廟與石頭公
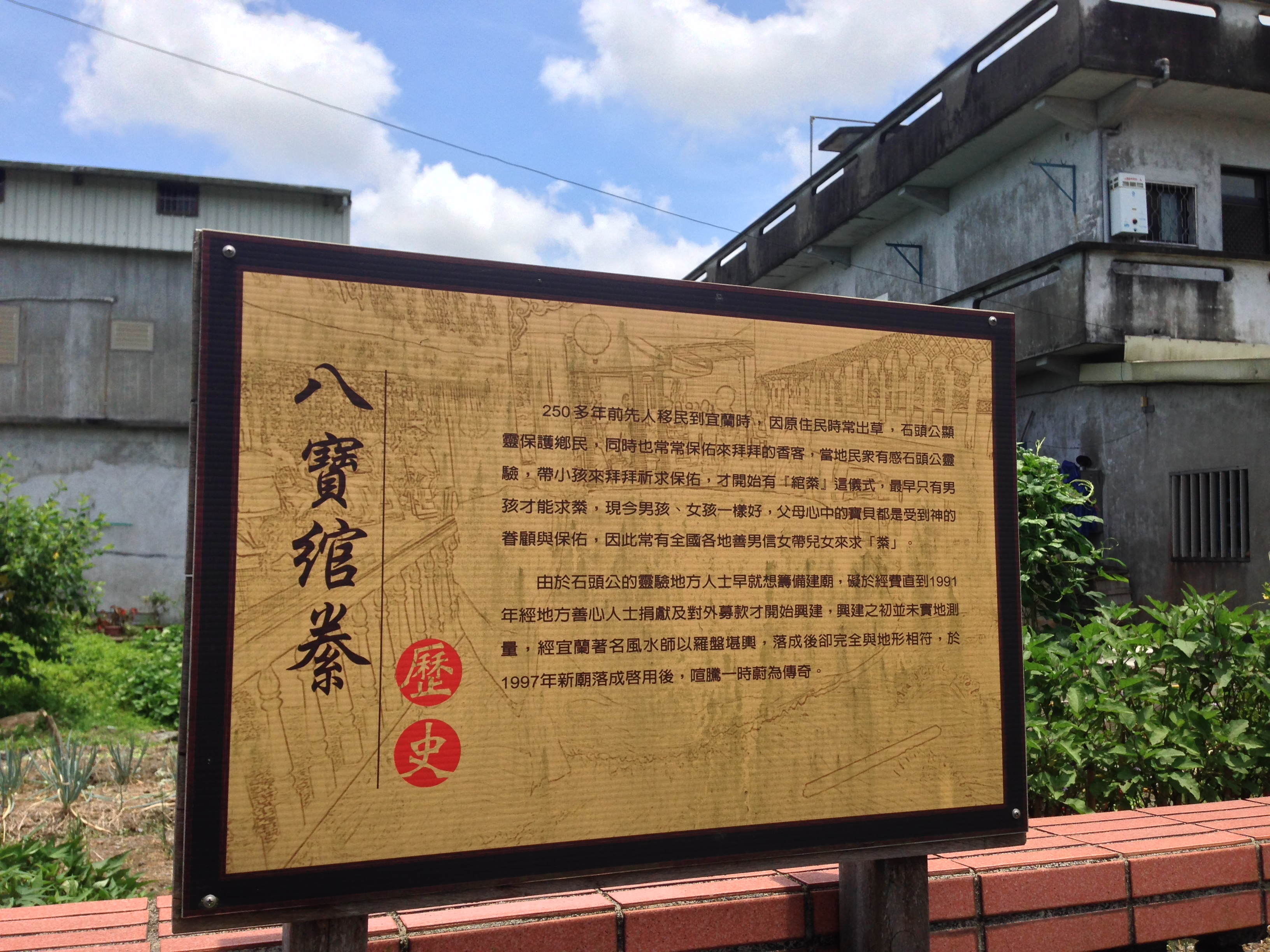
八寶掛貫說明牌